# Kongohonungsvisare
Kongohonungsvisare (Melignomon zenkeri) är en fågel i familjen honungsgökar inom ordningen hackspettartade fåglar.

## Utbredning
Fågeln förekommer i södra Kamerun, nordöstra Kongo-Kinshasa, Centralafrikanska Republiken, Gabon och sydvästra Uganda.

## Status
IUCN kategoriserar arten som livskraftig.

## Namn
Fågelns vetenskapliga artnamn hedrar Georg August Zenker (1855-1922), tysk botaniker, upptäcktsresande, samlare av specimen och bosättare i Kamerun 1889-1922. Fram tills nyligen kallades den även zenkerhonungsvisare på svenska, men justerades 2022 till ett enklare och mer informativt namn av BirdLife Sveriges taxonomikommitté.